# Matt Zultek
Matt Zultek (né le 12 mars 1979 à Mississauga, dans la province de l'Ontario au Canada) est un joueur professionnel canadien de hockey sur glace.

## Carrière de joueur
Ancien choix de premier tour de la Ligue nationale de hockey, il n'y joue jamais. N'ayant put signer de contrat avec l'équipe qui l'avait sélectionné, les Kings de Los Angeles, il devient à nouveau disponible pour le repêchage de 1999. Cette fois, c'est au tour des Bruins de Boston de le choisir en 2e ronde. Quelques semaines avant ce repêchage, il aide son équipe junior à remporter la Coupe Memorial en marquant le but victorieux lors de la finale du tournoi.
En 2000-2001, il commence la saison avec les Tommies de l'Université St. Thomas mais signe un contrat professionnel à la fin de la saison, se joignant alors aux Phantoms de Philadelphie de la Ligue américaine de hockey pour y terminer la saison. Lors de la saison qui suit, il joue pour les Titans de Trenton de l'ECHL avec lesquels il joue quatre saisons. Durant cette période, il ne joue que quelques parties dans la LAH et ce pour différents clubs.
En 2005-2006, il commence la saison avec le Grrrowl de Greenville avant de passer aux mains du Storm de Toledo avec lequel il joue deux saisons. En 2007-2008, il ne joue pour aucun club professionnel. Il revient chez les professionnels en 2008-2009, jouant pour le Rush de Rapid City, club d'expansion de la Ligue centrale de hockey. Il prend sa retraite en 2011.

## Statistiques
| Saison    | Équipe                             | Ligue          |    | Saison régulière | Saison régulière | Saison régulière | Saison régulière | Saison régulière |   | Séries éliminatoires | Séries éliminatoires | Séries éliminatoires | Séries éliminatoires | Séries éliminatoires |
| Saison    | Équipe                             | Ligue          | PJ | B                | A                | Pts              | Pun              | PJ               | B | A                    | Pts                  | Pun                  |                      |                      |
| 1996-1997 | 67's d'Ottawa                      | LHO            | 63 | 27               | 13               | 40               | 76               | 21               | 7 | 6                    | 13                   | 27                   |                      |                      |
| 1997      | 67's d'Ottawa                      | Coupe Memorial | -  | -                | -                | -                | -                |                  |   |                      |                      |                      |                      |                      |
| 1997-1998 | 67's d'Ottawa                      | LHO            | 62 | 28               | 28               | 56               | 156              | 13               | 6 | 12                   | 18                   | 20                   |                      |                      |
| 1998-1999 | 67's d'Ottawa                      | LHO            | 56 | 33               | 33               | 66               | 71               | 9                | 6 | 2                    | 8                    | 4                    |                      |                      |
| 1999      | 67's d'Ottawa                      | Coupe Memorial | -  | -                | -                | -                | -                |                  |   |                      |                      |                      |                      |                      |
| 1999-2000 | 67's d'Ottawa                      | LHO            | 28 | 9                | 6                | 15               | 34               | 11               | 3 | 5                    | 8                    | 12                   |                      |                      |
| 2000-2001 | Tommies de l'Université St. Thomas | SIC            | 17 | 12               | 7                | 19               | 68               | -                | - | -                    | -                    | -                    |                      |                      |
| 2000-2001 | Phantoms de Philadelphie           | LAH            | 16 | 1                | 4                | 5                | 6                | 9                | 0 | 1                    | 1                    | 8                    |                      |                      |
| 2001-2002 | Titans de Trenton                  | ECHL           | 48 | 15               | 13               | 28               | 148              | 7                | 4 | 1                    | 5                    | 12                   |                      |                      |
| 2001-2002 | Phantoms de Philadelphie           | LAH            | -  | -                | -                | -                | -                | 1                | 0 | 0                    | 0                    | 0                    |                      |                      |
| 2002-2003 | Titans de Trenton                  | ECHL           | 58 | 25               | 27               | 52               | 205              | 3                | 1 | 0                    | 1                    | 2                    |                      |                      |
| 2002-2003 | Phantoms de Philadelphie           | LAH            | 13 | 0                | 0                | 0                | 2                | -                | - | -                    | -                    | -                    |                      |                      |
| 2003-2004 | Titans de Trenton                  | ECHL           | 65 | 35               | 30               | 65               | 217              | -                | - | -                    | -                    | -                    |                      |                      |
| 2003-2004 | Falcons de Springfield             | LAH            | 4  | 0                | 0                | 0                | 0                | -                | - | -                    | -                    | -                    |                      |                      |
| 2004-2005 | Titans de Trenton                  | ECHL           | 60 | 12               | 17               | 29               | 231              | 13               | 1 | 0                    | 1                    | 30                   |                      |                      |
| 2004-2005 | Moose du Manitoba                  | LAH            | 1  | 0                | 0                | 0                | 2                | -                | - | -                    | -                    | -                    |                      |                      |
| 2005-2006 | Grrrowl de Greenville              | ECHL           | 22 | 6                | 5                | 11               | 56               | -                | - | -                    | -                    | -                    |                      |                      |
| 2005-2006 | Storm de Toledo                    | ECHL           | 24 | 10               | 8                | 18               | 47               | 13               | 8 | 6                    | 14                   | 42                   |                      |                      |
| 2006-2007 | Storm de Toledo                    | ECHL           | 72 | 27               | 37               | 64               | 92               | 2                | 0 | 0                    | 0                    | 14                   |                      |                      |
| 2008-2009 | Rush de Rapid City                 | LCH            | 17 | 6                | 4                | 10               | 11               | -                | - | -                    | -                    | -                    |                      |                      |
| 2009-2010 | Surge du Mississippi               | SPHL           | 52 | 47               | 21               | 68               | 93               | 7                | 3 | 4                    | 7                    | 4                    |                      |                      |
| 2010-2011 | Surge du Mississippi               | SPHL           | 45 | 32               | 15               | 47               | 73               | 8                | 5 | 1                    | 6                    | 0                    |                      |                      |

## Trophées et honneurs personnels
- 1999 : remporte la Coupe Memorial avec les 67's d'Ottawa